# Portulaca fischeri
Portulaca fischeri är en portlakväxtart som beskrevs av Ferdinand Albin Pax. Portulaca fischeri ingår i släktet portlaker, och familjen portlakväxter. Inga underarter finns listade i Catalogue of Life.